# Raoul Mesnier de Ponsard

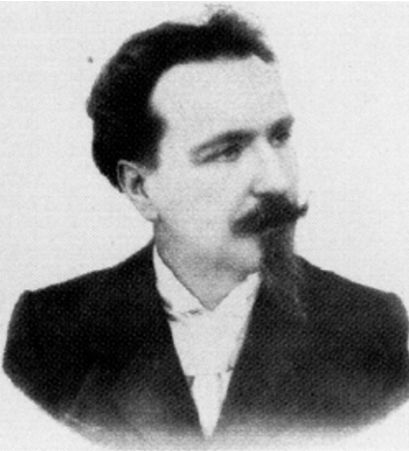
Raul Ronson Mesnier de Ponsard

Raul Ronson Mesnier de Ponsard, ook wel Raoul Mesnier de Ponsard, Raul Ponsard of Raul Ronson (Porto, 2 april 1849 – Inhambane, Mozambique, 26 mei 1914) was een Portugees ingenieur van Franse afkomst. Hij is vooral bekend geworden als de promotor en ontwerper van liften, kabelspoorwegen en kabeltrams.

## Biografie
De uit Frankrijk afkomstige ouders van Raul Mesnier, Jacques Robert Mesnier de Ponsard en Marie Élodie Ronson, waren verhuisd naar Porto waar op 2 april 1849 hun zoon Raul werd geboren. Al op het lyceum in Porto bleek Mesnier een uitzonderlijk talent te hebben voor wis- en natuurkunde. Mesnier studeerde filosofie en wiskunde aan de universiteit van Coimbra. Vervolgens reisde hij door Frankrijk, Duitsland, Zwitserland en Italië om zijn kennis op uit te breiden. Hij bezocht daarbij vooral opleidingen voor werktuigbouw en fabrieken van spoorwegmaterieel. Op 3 september 1871 trouwde hij in Porto met Sofia Adelaide Ferreira Pinto Basto. Zijn karakter werd beschreven als opstandig, onafhankelijk, creatief en met gevoel voor humor. Hij was de uitvinder van een voorloper van de rekenmachine, die hij de Arithmotechno noemde. Mesnier was vooral betrokken bij het ontwerpen en promoten van projecten voor het bouwen van infrastructuur ter overwinning van hoogteverschillen: kabelspoorwegen, kabeltrams, liften en tandradspoorwegen.

## Projecten gerealiseerd door Mesnier
- Kabelspoorweg Elevador do Bom Jesus, Braga. Geopend 25 maart 1882. Lengte 274 m en hoogteverschil 116 m. Nog in gebruik in de oorspronkelijke uitvoering als waterballastbaan.
- Kabelspoorweg Elevador do Lavra, Lissabon. Geopend 19 april 1884. Lengte 188 m en hoogteverschil 43 m. In gemoderniseerde uitvoering nog in gebruik.
- Kabelspoorweg Elevador da Glória, Lissabon. Geopend 24 oktober 1885. Lengte 265 m en hoogteverschil 45 m. In gemoderniseerde uitvoering nog in gebruik.
- Kabelspoorweg Elevador da Nazaré, Nazaré. Geopend 28 juli 1889. Lengte 318 m en hoogteverschil 134 m. In gemoderniseerde uitvoering nog in gebruik.
- Kabeltram Elevador da Estrela, Lissabon. Geopend 15 augustus 1890 en gesloten 3 juli 1913. Lengte 1700 m. Route: Largo Luís de Camões - Rua do Loreto - Calçada do Combro - Rua Poiais de São Bento - Calçada da Estrela - Largo da Estrela. Het laagste punt bevond zich ongeveer halverwege. Het hoogteverschil met L.Camões is ongeveer 27 m en met L.Estrela ongeveer 53 m. Het traject maakt tegenwoordig deel uit van de in 1915 geopende elektrische tramlijn 28.
- Kabelspoorweg Funicular dos Guindais, Porto. Geopend 4 juni 1891 en gesloten 5 juni 1893 na een ernstig ongeval. Lengte 412 m en hoogteverschil ongeveer 65 m. Op dezelfde locatie is in 2004 een nieuwe kabelspoorweg geopend met een lengte van 281 m en een hoogteverschil van 61 m.
- Verticale lift Elevador do Chiado, Lissabon. Geopend 15 februari 1892 en gesloten in 1913. De lift bevond zich in het gebouw van het toenmalige Hotel Universal en verbond de Rua do Cruxifixo met de hoger gelegen T-kruising Rua do Carmo / Rua Nova do Almada / Rua Garrett. De lift werd gesloten met de overname van het pand door de Armazéns do Chiado
- Kabelspoorweg Elevador da Bica, Lissabon. Geopend 29 juni 1892. Lengte 283 m. In gemoderniseerde uitvoering nog in gebruik.
- Tandradspoorweg Elevador de Gaia, Vila Nova de Gaia. Geopend 1892 en gesloten waarschijnlijk tussen 1930 en 1940. Lengte 750 m. Spoorwijdte 1672 mm. Via deze lijn werden goederenwagons vervoerd tussen het station Vila Nova de Gaia-Devesas en de kade langs de rivier.
- Kabeltram Elevador da Graça, Lissabon. Geopend 26 maart 1893 en gesloten in 1909. Lengte 730 m en hoogteverschil 75 m. Route: Rua da Palma / Martim Moniz - Rua dos Cavaleiros - Calçada de Santo André - Calçada da Graça - Largo da Graça. Over het grootste deel van de route rijdt sinds 1915 elektrische tramlijn 12.
- Tandradspoorweg Caminho de Ferro do Monte, Funchal, Madeira. Geopend 16 juli 1893, verlengd in 1894 en 1912 en gesloten in april 1943.
- Verticale lift Elevador do Município ook wel Elevador da Biblioteca of Elevador de São Julião genoemd, Lissabon. Geopend 12 januari 1897, gesloten in 1915 en gesloopt in 1920. De lift stond op de hoek van de Largo de São Julião en de Rua de São Julião en was met een loopbrug verbonden met de Largo da Acedemia de Belas Artes (destijds Largo da Biblioteca).
- Kabeltram Elevador de São Sebastião, Lissabon. Geopend 15 januari 1899 en gesloten in 1902. Lengte 2400 m. Route: Largo São Domingos - Rua das Portas de Santo Antão - Rua de São José - Rua de Santa Maria - Rua São Sebastião da Pedreira - Largo de São Sebastião da Pedreira.
- Verticale lift Elevador de Santa Justa ook wel Elevador do Carmo genoemd, Lissabon. Geopend 10 juli 1902. Hoogteverschil 31,9 m. De lift staat aan het westelijk einde van de Rua de Santa Justa. De bovenzijde is met een loopbrug (geopend 1 augustus 1901) verbonden met de Largo do Carmo.

## Galerij

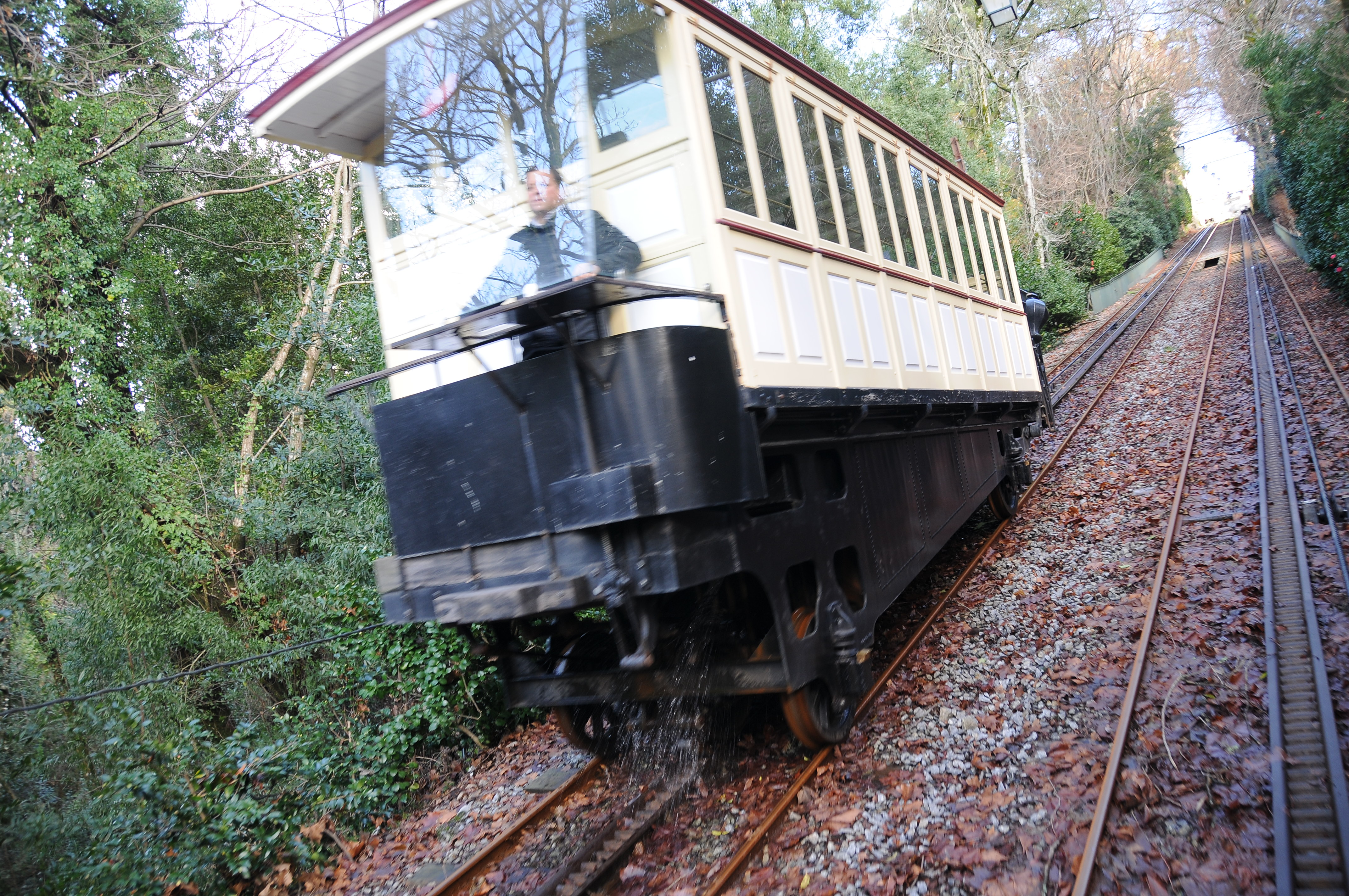
Elevador do Bom Jesus
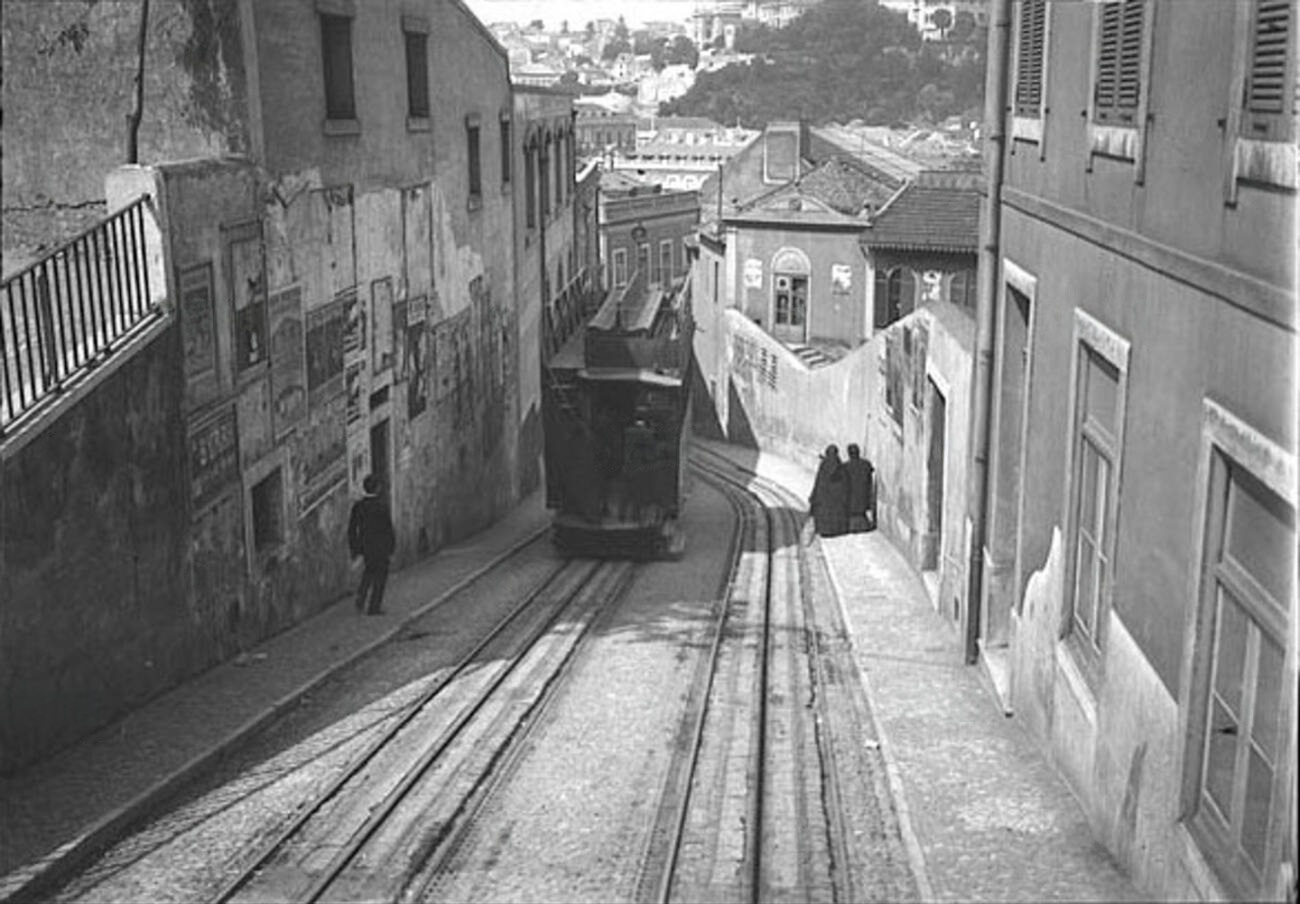
Elevador da Glória
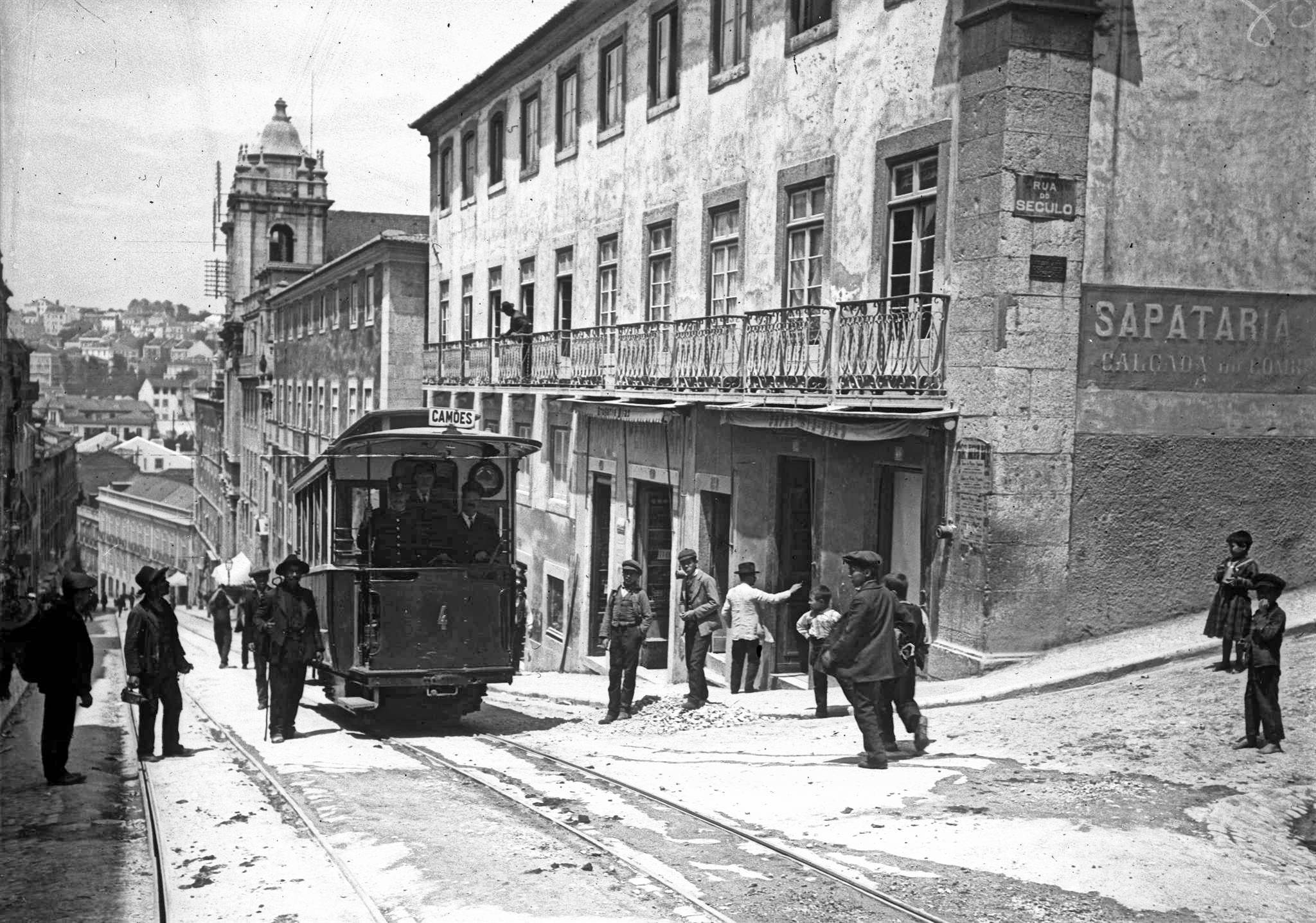
Elevador da Estrela
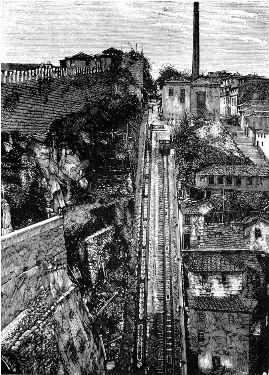
Funicular dos Guindais
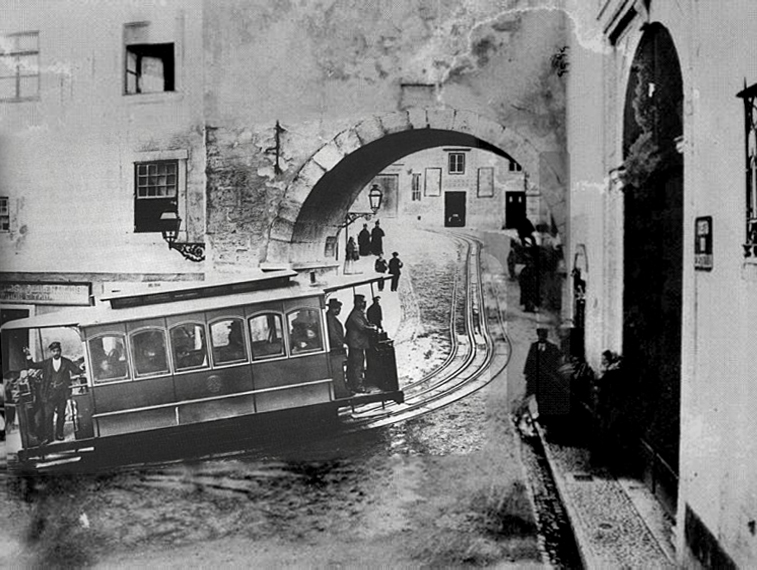
Elevador da Graça
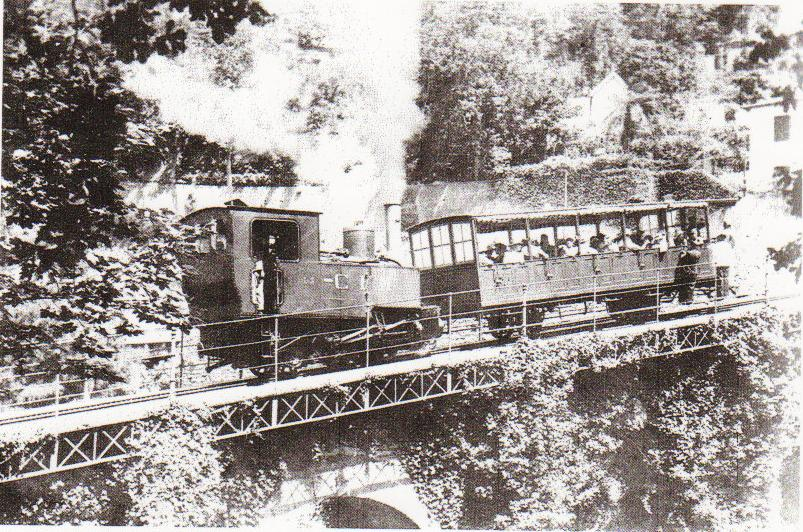
Caminho de Ferro do Monte
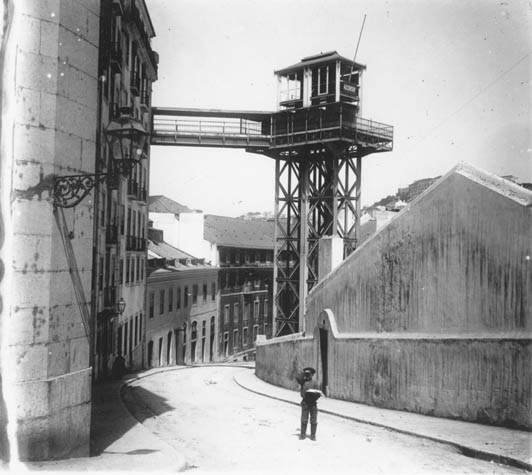
Elevador do Município
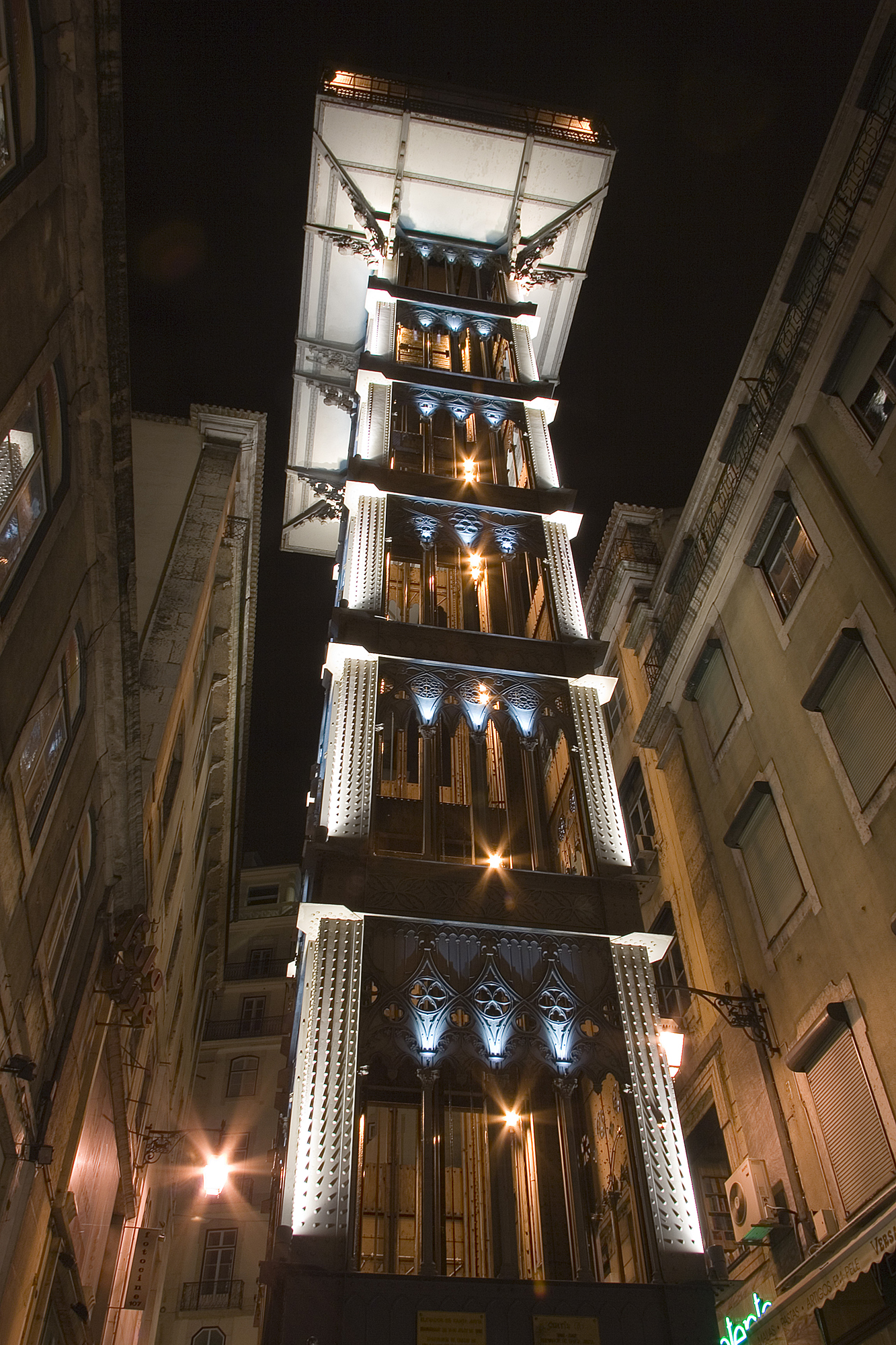
Elevador de Santa Justa